# Meshimori onna
Meshimori onna (飯盛女) ou meshiuri onna (飯売女), littéralement « femmes servant (ou vendant) des repas », est le terme japonais pour désigner les femmes embauchées par les auberges hatago dans les shukuba, les stations d'étape qui jalonnaient les kaidō, les grandes routes du Japon pendant l'époque d'Edo.

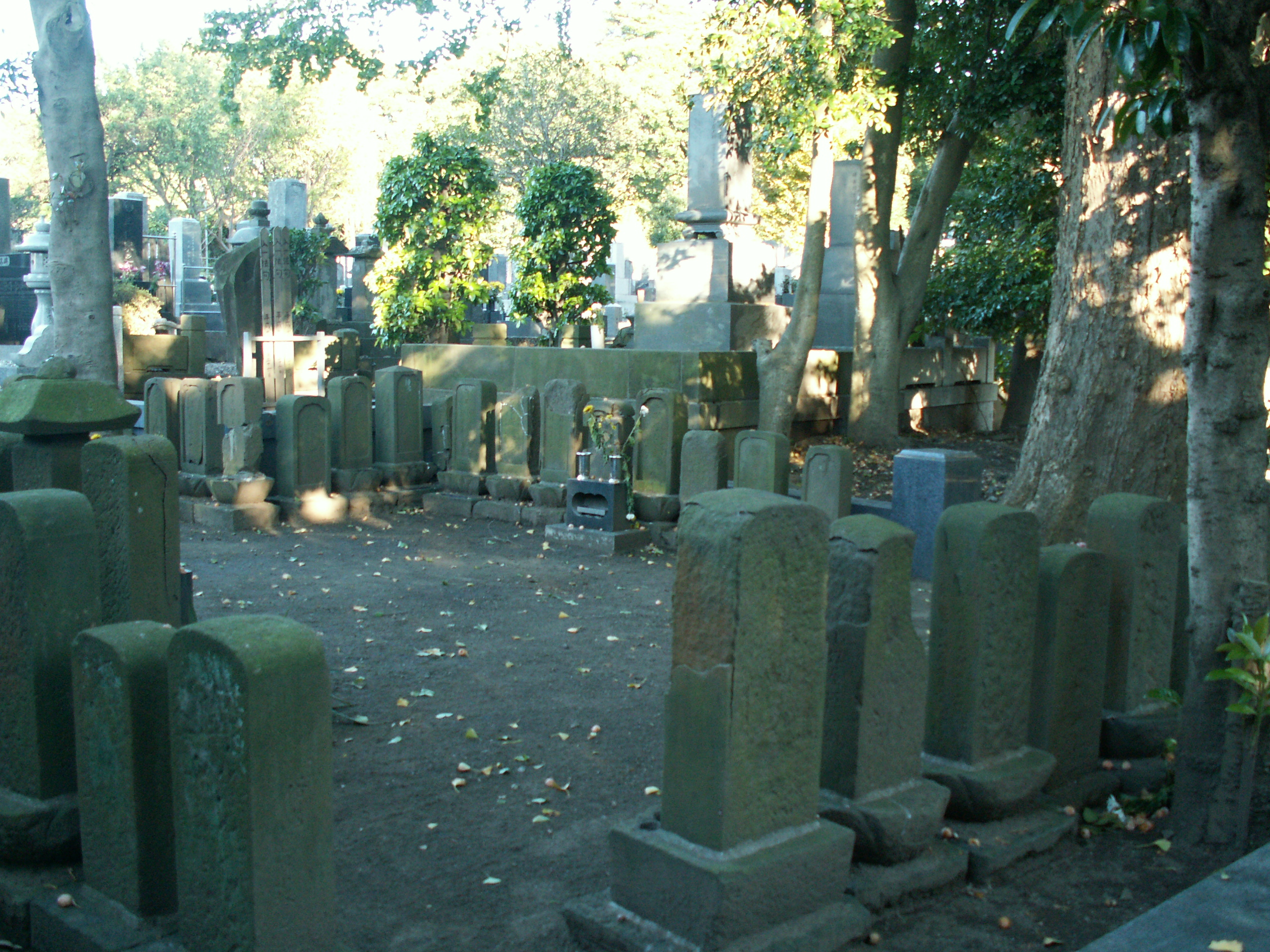
Les tombes de meshimori onna situées dans l'enceinte du temple Eishō-ji à Fujisawa. Elles furent édifiées par le propriétaire de l'hôtel Komatsuya pendant l'époque d'Edo.

Elles étaient au début des servantes employées par les auberges, bien que plus tard, la circulation se développant sur les kaidō et la concurrence entre les auberges augmentant, elles se livrèrent souvent à la prostitution,.
Beaucoup d'auberges employaient des prostituées de façon à attirer un grand nombre de voyageurs. En 1718, le shogunat Tokugawa édicta une loi visant à restreindre les effectifs des meshimori onna à deux par auberge, leur donnant de ce fait une autorisation tacite de se livrer à la prostitution.